# 다이스케 카우만다이 사토
다이스케 카우만다이 사토(필리핀어: Daisuke Caumanday Sato, 일본어: 佐藤 大介 사토 다이스케[*], 1994년 9월 20일 ~ )는 일본계 필리핀인 축구 선수로 현재 다바오 아길라스에서 수비수로 활약하고 있으며 필리핀 대표팀의 일원으로도 활약 중이다.

## 선수 경력

### 클럽
J1리그 우라와 레즈 유소년팀 출신으로 2014년 글로벌 마카티에서 프로에 데뷔하여 2016년까지 공식전 43경기 8골을 기록하며 2014년과 2016년 유나이티드 풋볼 리그 우승, 2015년 리그 준우승, 2014-15년 PFF 내셔널 클럽 챔피언십 준우승, 2014년 UFL FA컵 우승, 2014년 UFL FA 리그컵 준우승 등에 일조했다.
2016 시즌을 마치고 루마니아 리가 I 소속팀인 폴리테흐니카 이아시로 이적하여 26경기에 출전한 뒤 덴마크 수페르리가의 AC 호르센스로 이적 후 단 4경기 출장에 그쳤으나 2017-18 시즌을 앞두고 루마니아 리가 I의 셉시 OSK로 이적 후 2018-19 시즌까지 45경기에 출전하며 2018-19 시즌 루마니아 리가 I 챔피언십 플레이오프 진출에 기여했다.
그렇게 2018-19 시즌 종료 후 태국 리그 1의 무앙통 유나이티드로 이적하여 2021년까지 리그 17경기에 출전한 후 같은 리그의 수판부리 FC로 이적하여 리그 14경기에 출전하다가 또 같은 리그의 랏차부리 FC로 적을 옮긴 뒤에도 14경기에 출전했다.
그리고 2022-23 시즌을 앞두고 인도네시아 리가 1의 페르십 반둥으로 이적한 이후 첫 시즌에서 31경기 2골을 기록하며 리그 3위의 성적을 이끌었다.

### 국가대표팀
2014년 4월 네팔과의 평가전에서 국제 A매치 데뷔전을 치렀고 이후 같은 해에 열린 2014년 AFC 챌린지컵 엔트리에 합류하여 팀의 AFC 주관 대회 사상 첫 결승 진출 및 준우승이라는 역대 최고 성적에 기여했다.
그 후 자국에서 열린 미얀마와의 2014년 필리핀 피스컵 결승전에서 A매치 데뷔골을 터뜨리며 준우승에 일조했고 타지키스탄과의 2019년 AFC 아시안컵 3차 예선 F조 2차전에서도 득점을 기록하며 필리핀의 사상 첫 아시안컵 본선 진출의 교두보를 마련했다.

## 수상

### 클럽
글로벌 마카티
- 유나이티드 풋볼 리그 : 우승 (2014, 2016), 준우승 (2015)
- PFF 내셔널 클럽 챔피언십 : 준우승 (2014-15)
- UFL FA컵 : 우승 (2014)
- UFL FA 리그컵 : 준우승 (2014)

 페르십 반둥
- 리가 1 : 3위 (2022-23)

### 국가대표팀
필리핀
- AFC 챌린지컵 : 준우승 (2014)
- 필리핀 피스컵 : 준우승 (2014)